# Hyperepia jugifera
Hyperepia jugifera là một loài bướm đêm trong họ Noctuidae.